# جيسون بورن (فلم)
جيسون بورن (بالإنجليزية: Jason Bourne) هو فيلم أمريكي وإثارة عام 2016 من إخراج بول جرينجراس وكتبه جرينجراس وكريستوفر روس. إنها الدفعة الخامسة من سلسلة أفلام بورن وتتمة مباشرة لـ إنذار بورن (فيلم) (2007). يعيد مات ديمون دوره باعتباره الشخصية الرئيسية، قاتل وكالة المخابرات المركزية السابق جيسون بورن. بالإضافة إلى ذلك، نجوم الفيلم تومي لي جونز، أليسيا فيكاندر، جوليا ستايلز، فينسنت كاسيل، ريز أحمد، أتو إساندوه وسكوت شيبرد.
شخصية آرون كروس، من فيلم ميراث بورن (فيلم) (2012)، لا تظهر في الفيلم لأن المخرج جرينجراس أراد التركيز على شخصية العنوان، ولأن الممثل جيرمي رينر لم يتمكن من المشاركة بسبب تضارب المواعيد. في جيسون بورن، لا يزال بورن هارباً من فرق الاغتيال التابعة لوكالة المخابرات المركزية بينما يحاول الكشف عن الحقائق المخفية عن والده، بينما يأمر مدير وكالة المخابرات المركزية روبرت ديوي (جونز) رئيس الأمن السيبراني هيذر لي (فيكاندر) بمطاردته. بدأ التصوير الرئيسي للفيلم في 8 سبتمبر 2015.
عرض جايسون بورن لأول مرة في لندن في 11 يوليو 2016، وتم إصداره في الولايات المتحدة بواسطة يونيفرسال بيكشرز في 29 يوليو 2016. تم إصدار نسخة ثلاثية الأبعاد أيضًا في دول آسيوية محدودة، وهي الصين والهند والفلبين وفيتنام. تلقى الفيلم آراء مختلطة وحقق 415 مليون دولار في جميع أنحاء العالم.

## قصة الفيلم
بعد مرور اثني عشر عامًا على إنذار بورن (فيلم) واختفائه، تعافى جيسون بورن أخيرًا من فقدان الذاكرة، وعزل نفسه عن العالم وكسب قوته من خلال المشاركة في نوبات قتال وحشية في اليونان. في ريكيافيك، اخترق نيكي بارسونز، الذي كان يتعاون مع مجموعة ناشطة في القرصنة بقيادة كريستيان داسو، خادم الكمبيوتر المركزي لوكالة المخابرات المركزية لفضح برامج العمليات السوداء. هذا ينبه هيذر لي، رئيس قسم عمليات الأمن السيبراني في الوكالة، ومدير وكالة المخابرات المركزية روبرت ديوي. في هذه العملية، يجد بارسونز وثائق تتعلق بتجنيد بورن في تريدستون ودور والده في البرنامج. تسافر إلى أثينا للعثور عليه وإبلاغه.
في اليونان، التقى بارسونز وبورن في ميدان سينتاجما خلال احتجاج عنيف مناهض للحكومة. إنهم يتهربون من فرق وكالة المخابرات المركزية التي تم إرسالها بعدهم، لكن بارسونز أطلق عليه الرصاص من قبل أصل، وهو قاتل سابق في بلاكبراير يحمل أيضًا ضغينة شخصية ضد بورن، بعد أن تم أسره وتعذيبه كنتيجة غير مقصودة لتعرض بورن لـ بلاكبراير. قبل أن تموت، يقوم بارسونز بتمرير بورن المفتاح إلى الخزانة التي تحتوي على ملفات وكالة المخابرات المركزية.
بحثًا عن إجابات حول ماضيه وعائلته، حدد بورن موقع داسو في برلين. عند فك تشفير ملفات بارسونز، اكتشف بورن أن والده ريتشارد ويب كان محللًا لوكالة المخابرات المركزية (وكالة المخابرات المركزية) شارك في إنشاء برنامج تريداستون. يعطي برنامج ضار مزروع في الملفات موقع وكالة المخابرات المركزية، ويرسل ديوي فريقًا لالتقاطه، بينما يمسح لي الملفات عن بُعد. داسو يهاجم بورن، لكنه عاجز. تقوم لي بتنبيه بورن إلى الفريق الذي سيقترب، لأنها تعتقد أنه يمكن إقناعه بالعودة إلى الوكالة. باستخدام الخيوط القليلة التي جمعها في برلين، يتتبع بورن مالكولم سميث، وهو عامل مراقبة سابق في تريداستون، في لندن ويرتب لمقابلته في بادينغتون بلازا.
تقنع لي رئيس ديوي، إدوين راسل، مدير المخابرات الوطنية، بالسماح لها بالاتصال بورن شخصيًا لمحاولة إعادته. ديوي، التي تعارض خطتها، تفوض الأصول سرًا للقضاء على فريقها وقتل بورن. يتهرب بورن من لي والأصول لفترة كافية لمواجهة سميث. يعترف سميث بأن ريتشارد ويب أنشأ تريداستون، لكنه حاول منعهم من تجنيد ابنه. بموجب أوامر ديوي، قتل الأصول ريتشارد ويب في بيروت، مما جعل الأمر يبدو وكأنه هجوم إرهابي، من أجل إقناع بورن بالانضمام إلى تريدستون. قتل سميث من قبل الأصول، بينما يهرب بورن ويجد لي. تعترف بأنها غير مرتاحة لأساليب ديوي وتوجه بورن إلى مؤتمر تكنولوجي في لاس فيجاس.
ومن المقرر أن يحضر ديوي المؤتمر لإجراء مناقشة عامة حول حقوق الخصوصية مع آرون كالور، الرئيس التنفيذي لشركة وسائل التواصل الاجتماعي العملاقة ديب دريم. كالور هو الوجه العام للمسؤولية الاجتماعية للشركات في عصر الإنترنت، ولكن تم تمويله سرًا من قبل ديوي في مرحلة بدء التشغيل. يعتزم ديوي استخدام ديب دريم للمراقبة الجماعية في الوقت الفعلي جنبًا إلى جنب مع أحدث تجسيد لبرنامج الاغتيال المستهدف «بيتا» التابع لوكالة المخابرات المركزية، والمعروف باسم «أيرون هاند»، وهي نسخة أكثر قسوة وشريرة من بلاكبراير حيث يمكن للقاتل قتل أي شخص عمدًا للوصول إلى الهدف. عندما تراود كالور أفكارًا أخرى حول منح وكالة المخابرات المركزية حق الوصول إلى ديب دريم، يأذن ديوي لشركة أست باغتيال كالور ولي- بعد أن اكتشفت مؤامرة لها منذ لحظات. يحبط بورن الاغتيالات ويواجه ديوي في جناحه. يلجأ ديوي إلى إحساس بورن بالوطنية وهو يماطل لبعض الوقت، قبل أن يتدخل رجله الأيمن كريج جيفرز. بورن يقتل جيفرز، فقط ليتم إطلاق النار عليه في هذه العملية؛ ومع ذلك، يتم إنقاذه عندما يطلق لي النار على ديوي ميتًا قبل أن يتمكن من إطلاق النار على بورن. بعد تغطية تورط لي في وفاة ديوي، يلاحق بورن الأصول في قطاع لاس فيغاس ويطارده في المجاري بعد أن انتهى به الأمر إلى اصطدامه بكازينو؛ ينخرطون في معركة وحشية تنتهي بقيام بورن بفرقعة رقبة الأصول، مما يؤدي إلى قتله وانتقام بارسونز.
في أعقاب ذلك، أقنع لي راسل بأن أساليب ديوي قد عفا عليها الزمن وعرضت نفسها كبديل لديوي كمديرة وكالة المخابرات المركزية وعيني وأذني راسل داخل وكالة المخابرات المركزية. تحدد خطتها لاستخدام ثقة بورن لإعادته إلى الوكالة، لكنها مستعدة لقتله إذا رفض. يلتقي لي بورن، ووعده بأن وكالة المخابرات المركزية ستصبح المنظمة التي اعتقد أنها كانت عندما انضم. تطلب بورن بعض الوقت للنظر في عرضها وتبتعد.عادت لي إلى سيارتها ووجدت تسجيلاً من إنتاج بورن للمحادثة التي أجرتها مع راسل والتي تكشف نواياها الحقيقية بشأن قتل بورن كما تقول «... إذن، يجب أن يتم إخماده».

## طاقم التمثيل
- مات ديمون، بدور جيسون بورن وديفيد ويب
- أتو إساندوه
- جوليا ستايلس، بدور نيكي بارسونز
- أليسيا فيكاندير
- تومي لي جونز، بدور روبرت ديوي
- فينسنت كاسل
- ريز أحمد، بدور آرون كالور

## الإنتاج
في مايو 2007، قبل إصدار ميراث بورن (فيلم)، صرح مات ديمون أنه لن يكون مهتمًا بالعودة لفيلم بورن الرابع، مشيرًا إلى مشاركته في امتياز بورن: «لقد ركبنا هذا الحصان بقدر ما نستطيع.» قال دامون في أغسطس 2007: بدلاً من ذلك، تم إصدار ميراث بورن (فيلم) في الولايات المتحدة في 10 أغسطس 2012 مع استبدال جيريمي رينر بديمون كنجم. على الرغم من حصولها على آراء متباينة، أشارت يونيفرسال إلى أنها خططت لمواصلة المسلسل، مع إبداء دامون وبول جرينجراس لاحقًا اهتمامًا بالعودة.
في 15 سبتمبر 2014، أُعلن أن ديمون وجرينجراس سيعودان بالفعل لفيلم ميراث بورن (فيلم) القادم. في نوفمبر 2014، أكد دامون أنه سيعود هو وغرينغراس، بنص من نفسيهما، مع تحرير كريستوفر روس. في 23 مايو 2015، ديدلاين هوليوود ذكرت أن أليسيا فيكاندر كانت تجري محادثات للنجم مع دامون في الفيلم الخامس. في 19 يونيو 2015، الموعد النهائي ذكرت أن جوليا ستيلز أكدت أنها ستعيد تمثيل دور نيكي بارسونز في الفيلم، وهي شخصية سبق لها أن لعبت في الأفلام الثلاثة الأولى. أجرى فيجو مورتنسن محادثات للعب دور الشرير. في 23 يونيو 2015، تم تأكيد فيكاندر لتلعب دور البطولة في التكملة، بينما كانت أيضًا في محادثات لفيلم أساسنز كريد، الذي نقلته. في 28 يوليو 2015، انضم تومي لي جونز إلى طاقم الفيلم ليلعب دور ضابط كبير في وكالة المخابرات المركزية. في 1 سبتمبر 2015، تم تصوير فنسنت كاسيل في الفيلم على أنه قاتل يتتبع بورن. في 15 سبتمبر 2015، أكدت صحيفة هوليوود ريبورتر أن الممثل أتو إساندوه قد تم تصويره في الفيلم كشخصية غير محددة. في 20 أكتوبر 2015، تمت إضافة سكوت شيبرد إلى فريق التمثيل ليلعب دور نائب مدير وكالة المخابرات المركزية. في 4 تشرين الثاني (نوفمبر) 2015، أكدت فاريتي أن ريز أحمد قد وقع عليها للعب دور أخصائي تقني يعمل مع وكالة المخابرات المركزية.

### التصوير
بدأ التصوير الرئيسي للفيلم في 8 سبتمبر 2015. في أواخر نوفمبر 2015، تم التصوير في كروزبرج، برلين. في أوائل ديسمبر 2015، بدأ التصوير في واشنطن العاصمة، حيث تم التصوير في حدائق الدستور. كان من المقرر أن يبدأ التصوير في لاس فيجاس، نيفادا في 14 يناير 2016، ويستمر حتى 21 يناير. انتهى إنتاج الفيلم في 1 فبراير 2016.

## الإطلاق
في 6 يناير 2015، حددت شركة يونيفرسال تاريخ إصدار الفيلم في الولايات المتحدة في 29 يوليو 2016. تم بث المقطع الدعائي الأول للفيلم في 7 فبراير 2016، خلال سوبر بول 50 وكشف عن عنوان الفيلم. صدر الفيلم في المملكة المتحدة في 27 يوليو 2016. تم إصداره في 2D وآيماكس في مناطق دولية محددة فقط، باستخدام دي إم ار.

### الموسيقى
موسيقى الفيلم التصويرية من تلحين ديفيد ميسي ‏ وجون باول.

## الاستقبال

### شباك التذاكر
حقق جايسون بورن نجاحًا تجاريًا، بميزانية متواضعة مقارنة بإجماليها النهائي. حقق الفيلم 162.4 مليون دولار في الولايات المتحدة وكندا و253.1 مليون دولار في دول أخرى ليصبح المجموع العالمي 415.5 مليون دولار، مقابل ميزانية إنتاج قدرها 120 مليون دولار.
تجاوز الفيلم عتبة 400 مليون دولار في 7 أكتوبر، مما جعله الفيلم الثاني في امتياز بورن للوصول إلى هذا الإنجاز وثاني أعلى فيلم في السلسلة وراء ميراث بورن (فيلم). في جميع أنحاء العالم، افتتح الفيلم في المركز الأول من بين 50 سوقًا، وسجل أكبر ظهور في الامتياز في 53 سوقًا. في 51 منطقة، يعتبر جايسون بورن الفيلم الأكثر ربحًا في الامتياز.  إنه ثالث أعلى فيلم ربح لعام 2016 (خلف ووركرافت (فيلم) و حورية البحر (فيلم 2016)) ولا يدور حول الأبطال الخارقين في الكتاب الهزلي أو الحيوانات المجسمة (بما في ذلك كتاب الأدغال (فيلم 2016)). 

### الجوائز والترشيحات
الجوائز
| قائمة الجوائز والترشيحات                   | قائمة الجوائز والترشيحات | قائمة الجوائز والترشيحات                  | قائمة الجوائز والترشيحات                                   | قائمة الجوائز والترشيحات | قائمة الجوائز والترشيحات |
| جائزة                                      | تاريخ الحفل              | الفئة                                     | المستلم (المستلمون)                                        |                          | Ref.                     |
| ------------------------------------------ | ------------------------ | ----------------------------------------- | ---------------------------------------------------------- | ------------------------ | ------------------------ |
| جوائز اختيار النقاد                        | 11 من كانون الأول 2016   | أفضل فيلم أكشن                            | جايسون بورن                                                |                          | [ 30 ]                   |
| جوائز اختيار النقاد                        | 11 من كانون الأول 2016   | أفضل ممثل في فيلم أكشن                    | مات ديمون                                                  |                          |                          |
| جوائز الإمبراطورية                         | 19 مارس 2017             | أفضل فيلم إثارة                           | جايسون بورن                                                |                          | [ 31 ]                   |
| دائرة لندن لنقاد السينما                   | 22 من كانون الثاني 2017  | الإنجاز الفني                             | جاري باول                                                  |                          | [ 32 ]                   |
| جوائز ساتورن                               | 28 يونيو 2017            | أفضل فيلم إثارة                           | جايسون بورن                                                |                          | [ 33 ]                   |
| جوائز نقابة الممثلين الشاشة                | 29 من كانون الثاني 2017  | أداء رائع من قبل فرقة حيلة في صورة متحركة | فرقة حيلة جيسون بورن                                       |                          | [ 34 ]                   |
| جمعية سانت لويس جيتواي لنقاد السينما       | 18 ديسمبر 2016           | أفضل فيلم أكشن                            | جايسون بورن                                                |                          | [ 35 ]                   |
| جوائز اختيار المراهقين                     | 31 يوليو 2016            | اختيار فيلم AnTEENcipated                 | جايسون بورن                                                |                          |                          |
| جوائز اختيار المراهقين                     | 31 يوليو 2016            | اختيار ممثل الفيلم: AnTEENcipated         | مات ديمون                                                  | [ 36 ]                   |                          |
| جوائز اختيار المراهقين                     | 31 يوليو 2016            | اختيار الممثلة السينمائية: AnTEENcipated  | أليسيا فيكاندر                                             |                          |                          |
| جوائز جمعية المؤثرات البصرية               | 7 فبراير 2017            | مؤثرات بصرية داعمة رائعة في ميزة صورية    | دان بارو، هوو إيفانز، جوليان جناس، تشارلي نوبل وستيف وارنر |                          | [ 37 ]                   |
| جمعية نقاد السينما في منطقة واشنطن العاصمة | 5 ديسمبر 2016            | أفضل تصوير لواشنطن العاصمة                | جايسون بورن                                                |                          | [ 38 ]                   |

## وصلات خارجية
- مقالات تستعمل روابط فنية بلا صلة مع ويكي بيانات

لا توجد روابط لمواقع التواصل الاجتماعي.